# Jarlín Quintero
Jarlín Medardo Quintero León (Magüí, 19 agosto 1993) è un calciatore colombiano, attaccante dell'UTC Cajamarca.

## Carriera
Ha giocato nella massima serie dei campionati venezuelano, colombiano e peruviano.